# Nosferattus occultus
Nosferattus occultus – gatunek pająka z rodziny skakunowatych i podrodziny Salticinae.

## Taksonomia
Gatunek ten opisany został po raz pierwszy w 2005 roku przez Gustava R.S. Ruiza i Antônia D. Brescovita na łamach „Revista Brasileira de Zoologia”. Jako lokalizację typową wskazano Parque Nacional dos Lençóis Maranhenses w gminie Barreirinhas w brazylijskim stanie Maranhão. Epitet gatunkowy oznacza po łacinie „ukryty” i nawiązuje do zasłoniętego przez tegulum pająków embolusa pająka.

## Morfologia
Samce osiągają od 4,35 do 5,7 mm długości ciała i od 2,15 do 2,4 mm długości karapaksu, a samice od 4,3 do 5,15 mm długości ciała i od 2,1 do 2,3 mm długości karapaksu.
Karapaks jest wysoki; u samca żółty z jasno owłosionymi bokami oraz z pasmem czarnych włosków wychodzącym spomiędzy oczu pary tylno-bocznej i biegnącym wzdłuż środka grzbietu po tylny kraniec prosomy; u samicy jasnobrązowy z ciemniejszą częścią głowową, kępkami białych włosków między przednimi oczami oraz gęstym, brązowym owłosieniem w pozostałej części. Ustawione równolegle szczękoczułki są u samca żółte i na przedniej powierzchni opatrzone wklęśnięciem ze zmodyfikowanymi włoskami zewnętrznego brzegu, u samicy zaś gęsto i brązowo owłosione. Przednia krawędź bruzdy szczękoczułka ma pięć zębów, a na tylnej jej krawędzi brak jest modyfikacji u samicy, natomiast występują takowe u samca. Barwa wargi dolnej, szczęk oraz sternum jest żółta. Odnóża samicy są ciemno obrączkowane, natomiast u samca na parach od pierwszej do trzeciej występują podłużne, brązowe paski przednio-brzuszne.
Opistosoma (odwłok) samca jest blada, jasnobrązowo i biało owłosiona, u jako jedynego przedstawiciela rodzaju pozbawiona wyraźnego skutum na stronie grzbietowej, za to z paskiem czarnych włosków wzdłuż grzbietu. Opistosoma samicy jest owłosiona brązowo i pomarańczowo, od spodu bladokremowa.
Genitalia samicy cechują się płytką płciową o wąskim przedsionku oraz jednorodnie skręconymi wokół przewodu centralnego w koncentryczne spirale przewodami kopulacyjnymi. Nogogłaszczki samca mają dwie silnie wykształcone ostrogi na apofizie retrolateralnej goleni oraz bardzo długi, 3,5 razy zakręcony wokół tegulum embolus.

## Rozprzestrzenienie
Gatunek neotropikalny, południowoamerykański, endemiczny dla północno-wschodniej Brazylii, znany ze stanów Maranhão i Ceará.